# Ясиро, Акио
Акио Ясиро (矢代 秋雄 , 10 сентября 1929, Токио — 9 апреля 1976г. Иокогама) — японский композитор. 

## Жизнь и творчество
Серьёзно занимается музыкой и музыкальной композицией в 1940 году, когда начинает брать уроки у Сабуро Морои. Затем изучает теорию музыки в Tōkyō Ongaku Gakkō, а также композицию под руководством Сабуро Морои, Кунихико Хасимото и Акира Икеучи. Фортепианную музыку ему преподают Нобору Тоёмасу, Л.Д.Крейцер Киё Каваками. В 1949 году Акио Ясиро оканчивает своё обучение и в 1951 получает звание магистра. Затем он - совместно с Тосиро Маюдзуми- уезжает в Европу для продолжения образования. Получив стипендию французского правительства, Ясиро поступает в Высшую национальную консерваторию (Conservatoire National Superieur) в Париже, где его преподавателями становятся Надя Буланже, Тони Обен и Оливье Мессиан. После окончания курса он получает по такому предмету, как гармония первую премию, а по другим (контрапункту, фуге, фортепианному сопровождению) - одни из лучших оценок.
После того, как композитор в 1956 году возвращается в Японию, написанный им ранее Струнный квартет бул уже успешно представлен публике и награждён VIII музыкальной премией Майничи. Фортепианный концерт, созданный в 1964-1967 годах, завоевал две премии на музыкальных конкурсах Японии (XVI премию Отака и XXI Национального фестиваля искусств, National Art Festival Award). В 1968 году Ясиро становится ассистент-профессором Токийского университета искусств (созданного на основании музыкального училища, в котором обучался сам композитор). В 1974 году он получает звание профессора университета.
Стилистически музыкальные произведения, написанные Акио Ясиро, находятся между работами Мориса Равеля и Анри Дютийё.

## Музыкальные произведения

### Музыка для оркестра
- 1951 Симфоническая пьеса pour orchestre
- 1958 Symphonie pour grand orchestre
  1. Prelude: Adagio - Moderato
  2. Scherzo: Vivace
  3. Lento
  4. Adagio - Allegro Energico
- 1960 Concerto pour violoncelle et orchestre
- 1964–1967 Concerto pour piano et orchestre
  1. Allegro Animato
  2. Adagio Misterioso
  3. Allegro - Andante - Vivace Molto Capriccioso

### Музыка для духового оркестра
- 1972 Festival de neige: ouverture de fête pour grand orchestre d'harmonie

### Камерная музыка
- 1946 Sonate pour violon et piano
- 1948 Trio pour violon, violoncelle et piano
- 1955 Quartor à cordes
  1. Adagio ma non troppo
  2. Prestissimo, un poco misterioso ma scherzando
  3. Andante espressivo
  4. Allegro giocoso
- 1958 Sonate pour 2 flûtes et piano

### Фортепианная музыка
- 1947 Nocturne
- 1951 Suite classique pour piano a 4 mains
  1. Sicilienne
  2. Bourrée
- 1961 Sonate pour Piano
  1. Agitato
  2. Toccata
  3. Thème et Variations

### Хоровая музыка
- 1964 Christmas Carol

### Музыка для кинофильмов
- 1968 Первая любовь: Адская глава (Hatsukoi: Jigokuhen)
- 1969 Айдо